# Carl-Michael Eide
Carl-Michael Eide (født 24. juli 1974) er en norsk black metal-musiker. Han er også kendt under navnene Aggressor, Czral og Exhurtum. Eide er både trommeslager, bassist og sanger. Han har spillet i en række black metal-bands, deriblandt Ved Buens Ende, Aura Noir, Cadaver, Dødheimsgard, Satyricon, Ulver, Infernö og Virus.
Påskeaften 25. marts 2005 faldt Eide ud fra femte etage i en bygning og skadede sine ben.. Efter dette skiftede han fokus fra trommespil til guitar.

## Diskografi

### MedSatyricon
- 1992: All Evil (demo)

### MedUlver
- 1993: Vargnatt (demo)
- 2005: Blood Inside

### MedVed Buens Ende
- 1994: Those Who Caress the Pale (demo)
- 1995: Written in Waters

### MedAura Noir
- 1995: Dreams Like Deserts (ep)
- 1996: Black Thrash Attack
- 1998: Deep Tracts of Hell
- 2004: The Merciless
- 2008: Hades Rise
- 2012: Out to Die

### MedInfernö
- 1996: Utter Hell
- 1997: Downtown Hades

### MedDødheimsgard
- 1999: 666 International
- 2007: Supervillain Outcast

### Virus
- 2003: Carheart
- 2008: The Black Flux
- 2011: The Agent That Shapes the Desert
- 2012: Oblivion Clock (ep)
- 2016: Memento Collider

### MedCadaver
- 2001: Discipline
- 2004: Necrosis